# Op Wacht; Dagelijks Nieuws, verschijnt in Rotterdam en omstreken
Op wacht; dagelijks nieuws, verschijnt in Rotterdam en omstreken was een verzetsblad uit de Tweede Wereldoorlog, dat vanaf 15 januari 1945 tot en met 8 mei 1945 in Rotterdam werd uitgegeven. Het blad verscheen dagelijks in een gestencilde oplage van 4000 exemplaren. De inhoud bestond voornamelijk uit nieuwsberichten.

## Gerelateerde kranten
- Op wacht: voor God-Nederland-Oranje[1]